# Currency (album)
Currency – dziewiąty studyjny album amerykańskiego rapera Lil’ Keke’a. Został wydany 26 października, 2004 roku. Gościnnie występują 8Ball, Killa Kyleon, Chris Ward, Mobb Figgaz i wielu innych.

## Lista utworów
| #  | Tytuł                              | Goście                 | Czas |
| -- | ---------------------------------- | ---------------------- | ---- |
| 1  | We Made It Out the Bottom          | 8Ball & Killa Kyleon   | 3:59 |
| 2  | 84'z                               | Mr. Lee & Killa Kyleon | 4:02 |
| 3  | Get Your Money                     |                        | 4:43 |
| 4  | Do You Really Want To Ride With Me |                        | 2:46 |
| 5  | Gangstaz Make The Money            |                        | 4:01 |
| 6  | Closer                             |                        | 3:27 |
| 7  | Street Life                        | Chris Ward             | 3:40 |
| 8  | My Click                           | Mobb Figgaz            | 3:33 |
| 9  | Papa Was a Rolling Stone           |                        | 3:28 |
| 10 | Rock 4 Rock                        | Shorty Mack            | 4:04 |
| 11 | A Mic & Hook                       |                        | 3:22 |
| 12 | S.U.C.                             | Shorty Mac             | 3:46 |
| 13 | Above The Rim [Screwed & Chopped]  |                        | 4:57 |
| 14 | Closer [Screwed & Chopped]         |                        | 4:28 |